# Päpstliche Universität Antonianum

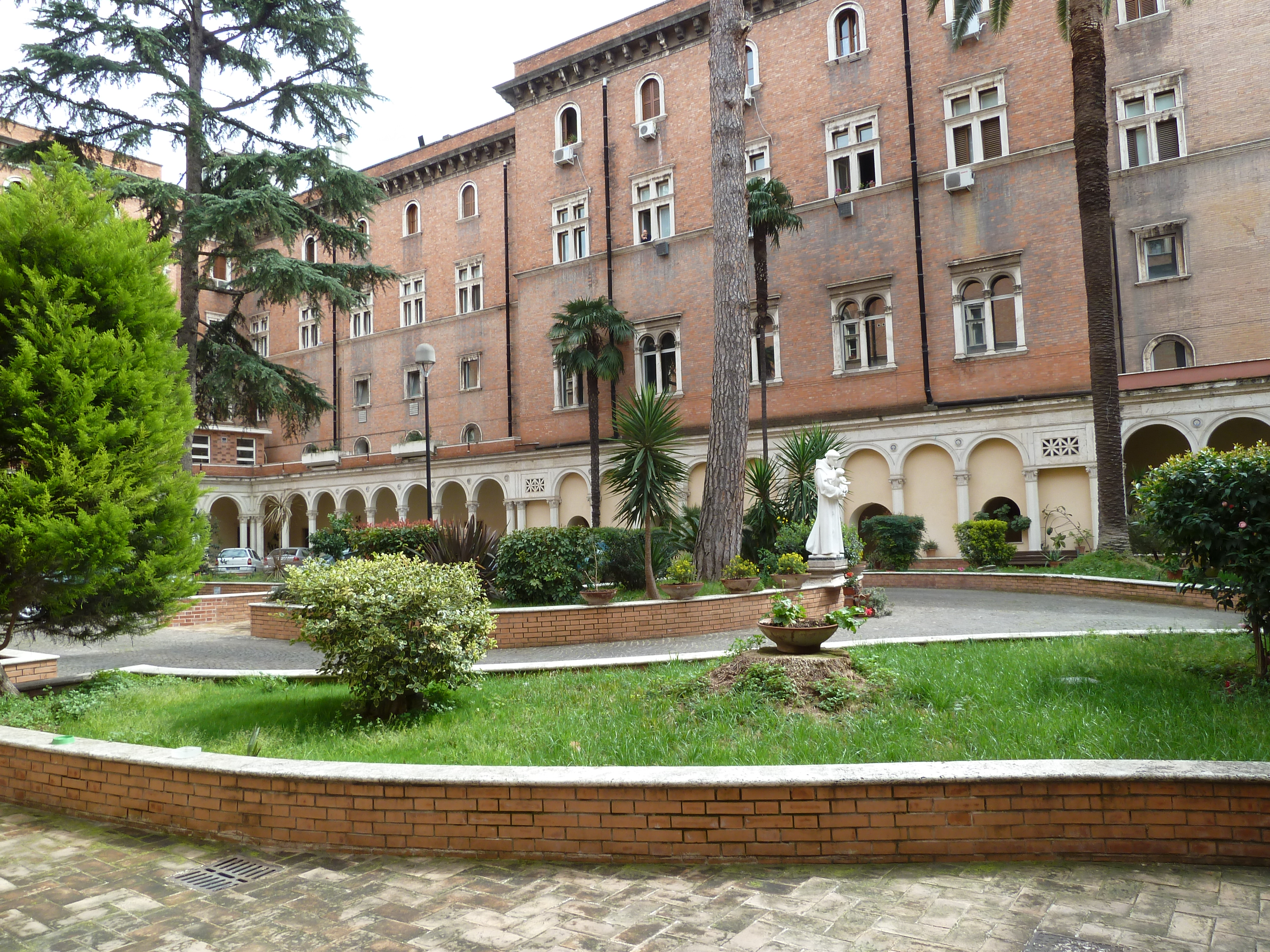
Antonianum

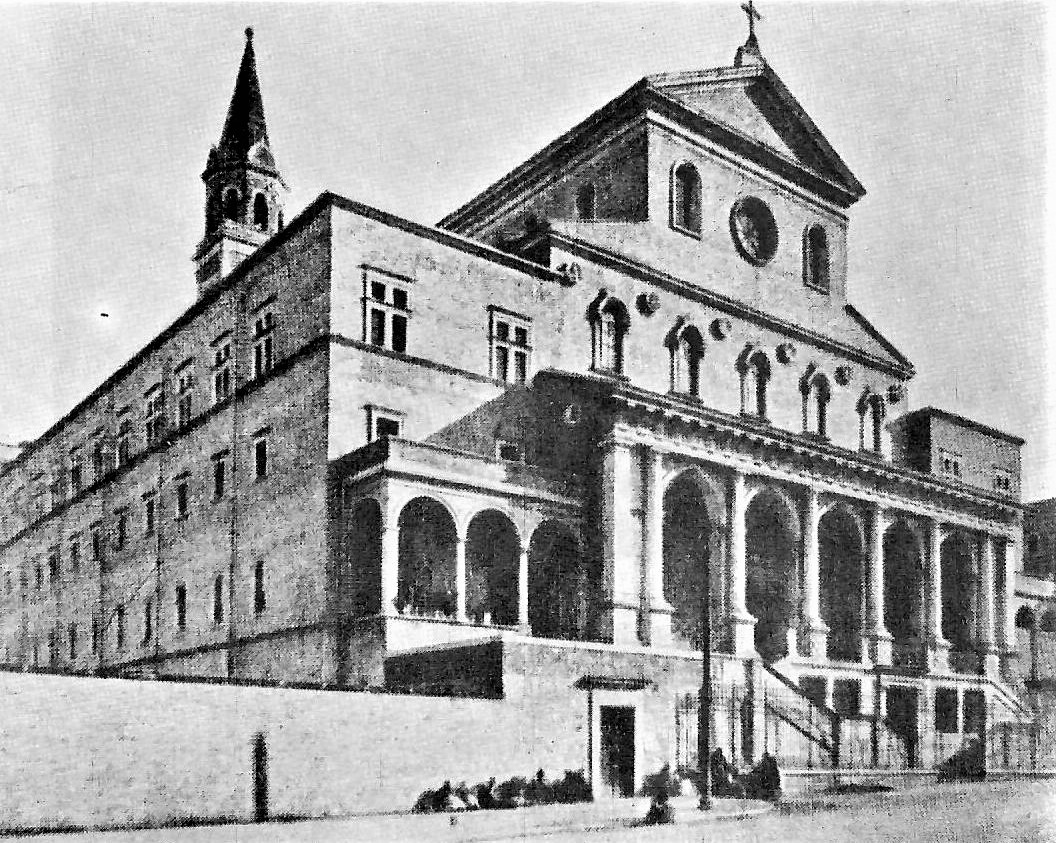
Das Collegium Sancti Antonii Patavini um 1905

Die Päpstliche Universität Antonianum (Latein: Pontificia Universitas Antonianum, italienisch: Pontificia Università Antonianum) ist eine Ordenshochschule der Franziskaner (OFM) in Rom (Rione Esquilino).

## Überblick
Das Antonianum wurde 1887 von Bernardino Del Vago da Portogruaro, franziskanischer Generalminister von 1869 bis 1889, als Ordenshochschule gegründet.
Am 20. November 1890 wurde mit Inauguration durch Papst Leo XIII. der akademische Betrieb als Collegium Sancti Antonii Patavini in Urbe aufgenommen. Der Namen wurde am 17. Mai 1933 per Dekret von Papst Pius XI. geändert in Athenaeum Antonianum de Urbe; am 14. Juni 1938 erhielt die Hochschule ihren Status als Päpstliche Hochschule.
Papst Johannes Paul II. erhob die Hochschule am 11. Januar 2005 zur Päpstlichen Universität Antonianum.
Im Gebäudekomplex befindet sich die Basilica minor Sant’Antonio da Padova in Via Merulana sowie weitere Einrichtungen wie die Internationale Marianische Päpstliche Akademie, das Collegio Internazionale S. Antonio (CISA) und die Fraternità Gabriele Allegra.

## Universität
An der Hochschule studieren hauptsächlich Angehörige der Männerorden der Franziskaner (OFM), Kapuziner und der Minoriten sowie Schwestern verschiedener Frauenorden; die Hochschule steht auch Laien offen.
Im Vordergrund steht die Lehre im Bereich Katholische Theologie und Philosophie sowie Spezialisierungen im Bereich Theologie und Spiritualität, wie in Dogmatik, Mariologie und Spiritualität.

## Fachrichtungen
- Dogmatik
- Spiritualität
- Evangelisation
- Ökumene
- Biblische Exegese
- Kanonisches Recht
- Philosophie
- Mediävistik

## Rektoren
- Johannes-Baptist Freyer OFM (2005–2011)
- Priamo Etzi OFM (2011–2014)
- Sr. Mary Melone SFA, seit 2014

## Bekannte Absolventen und Professoren
- Umberto Kardinal Betti OFM (1922–2009), Kurienkardinal und Rektor der Päpstlichen Lateranuniversität
- Aloísio Kardinal Lorscheider (1924–2007), Erzbischof von Aparecida (Brasilien)
- Cláudio Kardinal Hummes (1934–2022), Kardinalpräfekt der Kongregation für den Klerus und Erzbischof von São Paulo
- Benigno Luigi Papa OFMCap (1935–2023), Erzbischof von Tarent
- Franz Lackner OFM (* 1956), Erzbischof von Salzburg
- Petro Herkulan Maltschuk OFMConv (1965–2016), Erzbischof von Kiew-Schytomyr
- David Tencer OFMCap, Bischof von Reykjavík